# تيتيبان بوانغتشان
تايتفان بانجشان (بالتايلندية: ฐิติพันธ์ พ่วงจันทร์)‏ (1 سبتمبر 1993 في تايلاند - ) هو لاعب كرة قدم تايلندي في مركز الوسط. شارك مع منتخب تايلاند تحت 20 سنة لكرة القدم ومنتخب تايلاند تحت 23 سنة لكرة القدم ومنتخب تايلاند لكرة القدم. أما مع النوادي، فقد لعب مع نادي موانغتونغ يونايتد وSuphanburi F.C. ‏.

## وصلات خارجية
- تيتيبان بوانغتشان على موقع رابطة كرة القدم اليابانية للمحترفين (اليابانية)
- تيتيبان بوانغتشان على موقع قاعدة بيانات كرة القدم.إي يو (الإنجليزية)
- تيتيبان بوانغتشان على موقع ناشيونال فوتبول تيمز (الإنجليزية)
- تيتيبان بوانغتشان على موقع Soccerway.com (الإنجليزية)
- تيتيبان بوانغتشان على موقع عالم كرة القدم.نت (الإنجليزية)